# Nilsen Peak
Der Nilsen Peak ist ein 780 m hoher und markanter Berg an der Dufek-Küste der antarktischen Ross Dependency. Im Königin-Maud-Gebirge ragt er am nördlichen Ende der Waldron Spurs auf und markiert die Ostseite der Mündung des Shackleton-Gletschers in das Ross-Schelfeis.
Das Advisory Committee on Antarctic Names benannte den Berg 1966 nach Willy B. Nilsen (1921–1989), Kapitän der USNS Chattahoochee bei der Operation Deep Freeze des Jahres 1965.